# Sachertorte

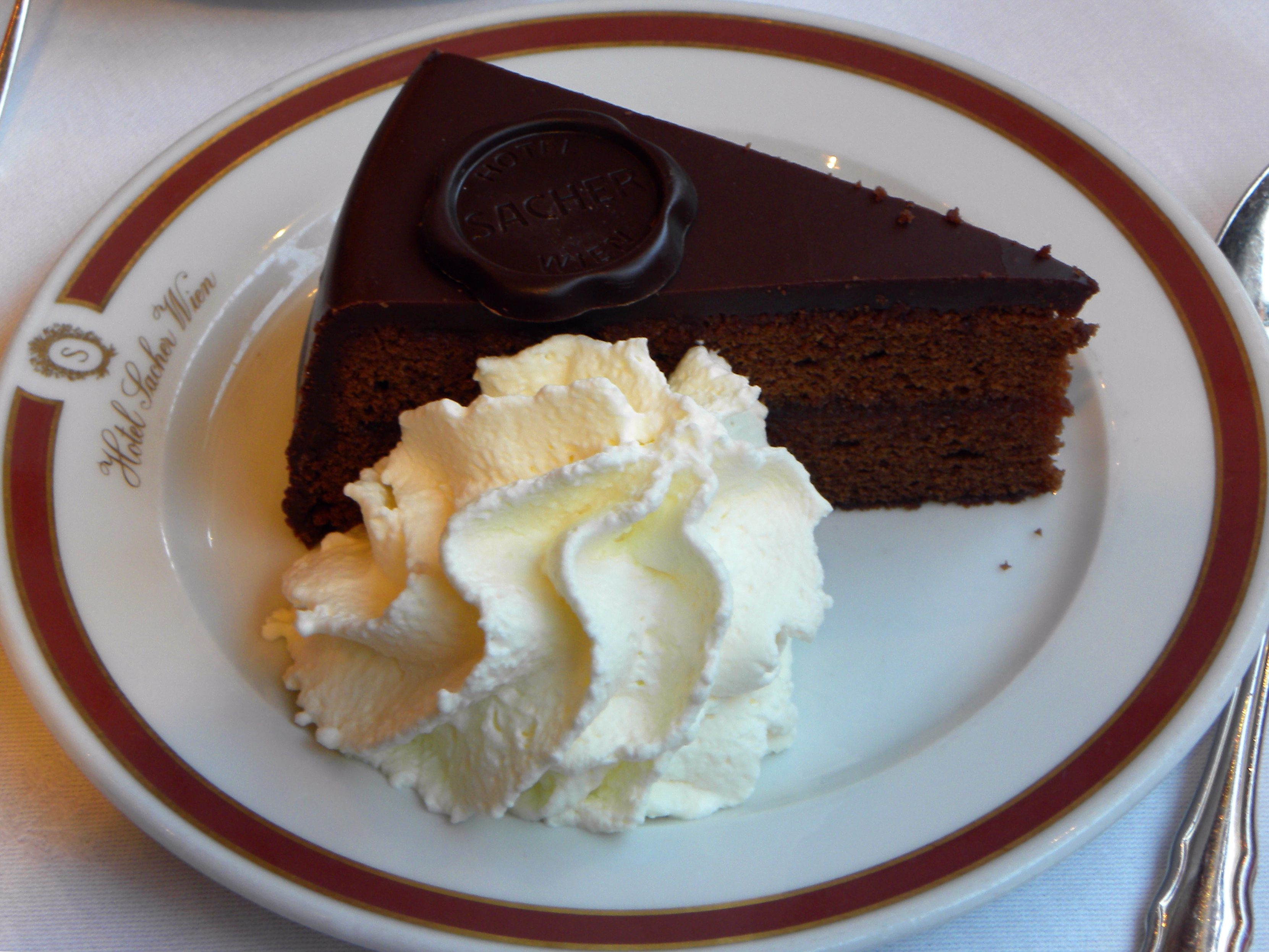
Sachertorte mit Schlagobers im Hotel Sacher in Wien

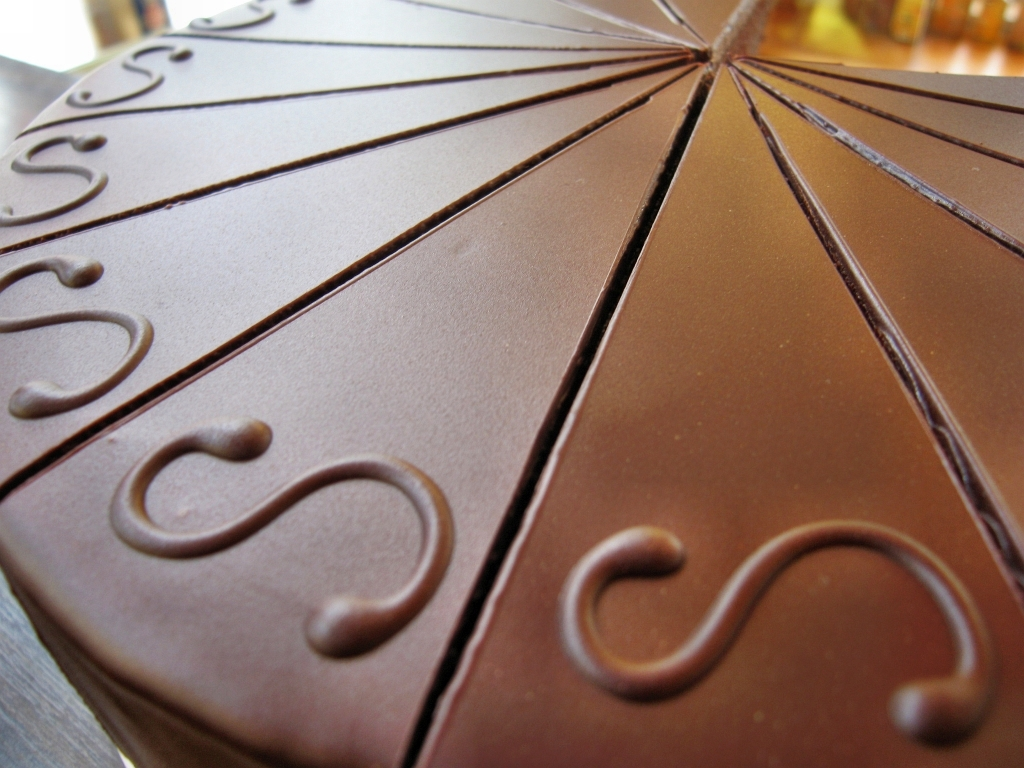
Vorgeschnittene Sachertorte mit dem traditionellen S

Die Sachertorte ist eine Schokoladentorte aus Sachermasse mit Marillenmarmelade und Schokoladenglasur. Sie gilt als eine Spezialität der Wiener Küche und ist als diese im Register der Traditionellen Lebensmittel eingetragen.

## Beschreibung
Die Torte besteht aus einer Sachermasse. Die Bezeichnung „Sachertorte“ ist kein geschütztes Warenzeichen und wird von zahlreichen Konditoren sowie in Rezeptsammlungen verwendet. Aus diesem Grund gibt es auch kein einzelnes verbindliches Rezept, sondern es sind unterschiedliche Rezepte im Umlauf. Für Produkte mit der Bezeichnung Sachertorte oder ähnlich (z. B. Nuss-Sacher) gelten in Österreich und Deutschland verschiedene Kriterien:
- Das österreichische Lebensmittelbuch enthält keine Erfordernisse für Sachertorte als solche, sondern beschreibt allgemeiner Konditorwaren, die mit einem Hinweis auf „Sacher“ in Verkehr gebracht werden.[2] Demnach bestehen diese aus Sachermasse, die Mehl, Butter oder Butterfett/Butterreinfett, Eier, Zucker und Schokolade enthalten muss, wobei die Proportionen der Bestandteile nicht festgelegt werden, nur der Schokoladenanteil muss mindestens 15 % betragen, die Schokolade muss mindestens 35 % Kakaotrockenmasse enthalten.

Eine Fruchtfüllung oder Aprikotur ist nicht erforderlich, gegebenenfalls darf aber nur Marillenkonfitüre verwendet werden. Als Überzug sind kakaohaltige Zuckerglasur und Schokolade zulässig, nicht aber kakaohaltige Fettglasur.
- Das deutsche Lebensmittelbuch verlangt für Sachertorte eine Fruchtfüllung mit mindestens 45 % Aprikosenanteil (Aprikosenkonfitüre extra kommt in Frage). Die Inhaltsstoffe der Sachermasse sind im Wesentlichen wie nach österreichischem Standard, jedoch sind die Anteile wie folgt festgelegt: Auf 100 Teile Mehl kommen 100 Teile Schokolade bzw. eine entsprechende Menge Kakao, 100 Teile Butter oder eine entsprechende Menge Butterfett/Butterreinfett und 200 Teile Vollei. Als Überzug sind ebenfalls nur kakaohaltige Zuckerglasur und Schokolade zulässig. Mit Schokoladenarten verwechselbare Überzüge werden nicht verwendet.[3]

Für die Füllung mit Marmelade sind zwei Varianten üblich: In der ersten Variante ist nur eine Konfitürenschicht vorhanden, die sich direkt unter dem Schokoladenüberzug befindet. Hierfür wird vor dem Überziehen mit Schokolade eine Konfitürenschicht auf die Torte aufgebracht (fachsprachlich sagt man, die Torte wird aprikotiert). In der zweiten Variante gibt es zusätzlich dazu eine zweite Konfitürenschicht etwa in der Mitte der Torte; dafür wird der gebackene Boden (in der Konditorei mit einer garrotteähnlichen Edelstahl-Drahtschlinge) aufgeschnitten, der untere Teil mit Marmelade bestrichen, und anschließend die Torte wieder zusammengesetzt.
Zum Überziehen der Torte kann Kuvertüre oder eine kakaohaltige Zuckerglasur verwendet werden. Häufig wird die Oberfläche der Torte noch weiter verziert, gängig sind der Schriftzug „Sacher“ oder der Buchstabe „S“, eine Einritzung der gedachten Tortenstücke oder ornamentale Muster. Im Fachhandel sind auch sogenannte Tortenaufleger aus Schokolade mit der Aufschrift „Sacher“ erhältlich.

## Geschichte

### Ursprünge

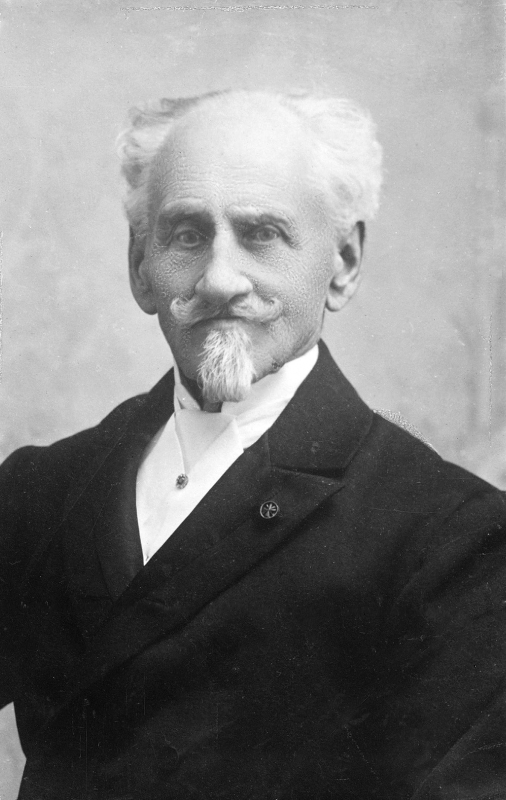
Franz Sacher

Vorläufer der Sachertorte finden sich bereits im 18. Jahrhundert, etwa in Conrad Haggers Kochbuch (1718) oder in Gartler-Hickmanns „Wienerischem bewährtem Kochbuch“ (1749).
Die Geschichte der eigentlichen Sachertorte beginnt, als Fürst Metternich seine Hofküche im Jahr 1832 beauftragte, für sich und seine hochrangigen Gäste ein besonderes Dessert zu kreieren. „Dass er mir aber keine Schand’ macht, heut Abend!“ sagte er. Doch der Chefkoch war krank und so musste der 16-jährige Bursche Franz Sacher (1816–1907), damals Lehrling im zweiten Jahr, die Aufgabe übernehmen und erfand die Grundform der Sachertorte.
Obwohl die Torte den Gästen anscheinend sehr gemundet hatte, schenkte man ihr vorerst keine weitere Beachtung. Nach Jahren in Pressburg und Budapest kehrte Franz Sacher 1848 nach Wien zurück, wo er einen Feinkostladen mit Weinhandlung eröffnete.
Sein ältester Sohn Eduard (1843–1892) absolvierte eine Ausbildung beim k.u.k. Hofzuckerbäcker Demel und vollendete in dieser Zeit die Sachertorte in ihrer heute bekannten Form. Die Sachertorte wurde zunächst beim Demel und dann auch im von Eduard im Jahre 1876 gegründeten Hotel Sacher angeboten. Seither gilt die Torte als eine der berühmtesten kulinarischen Spezialitäten Wiens.

### Rechtsstreit

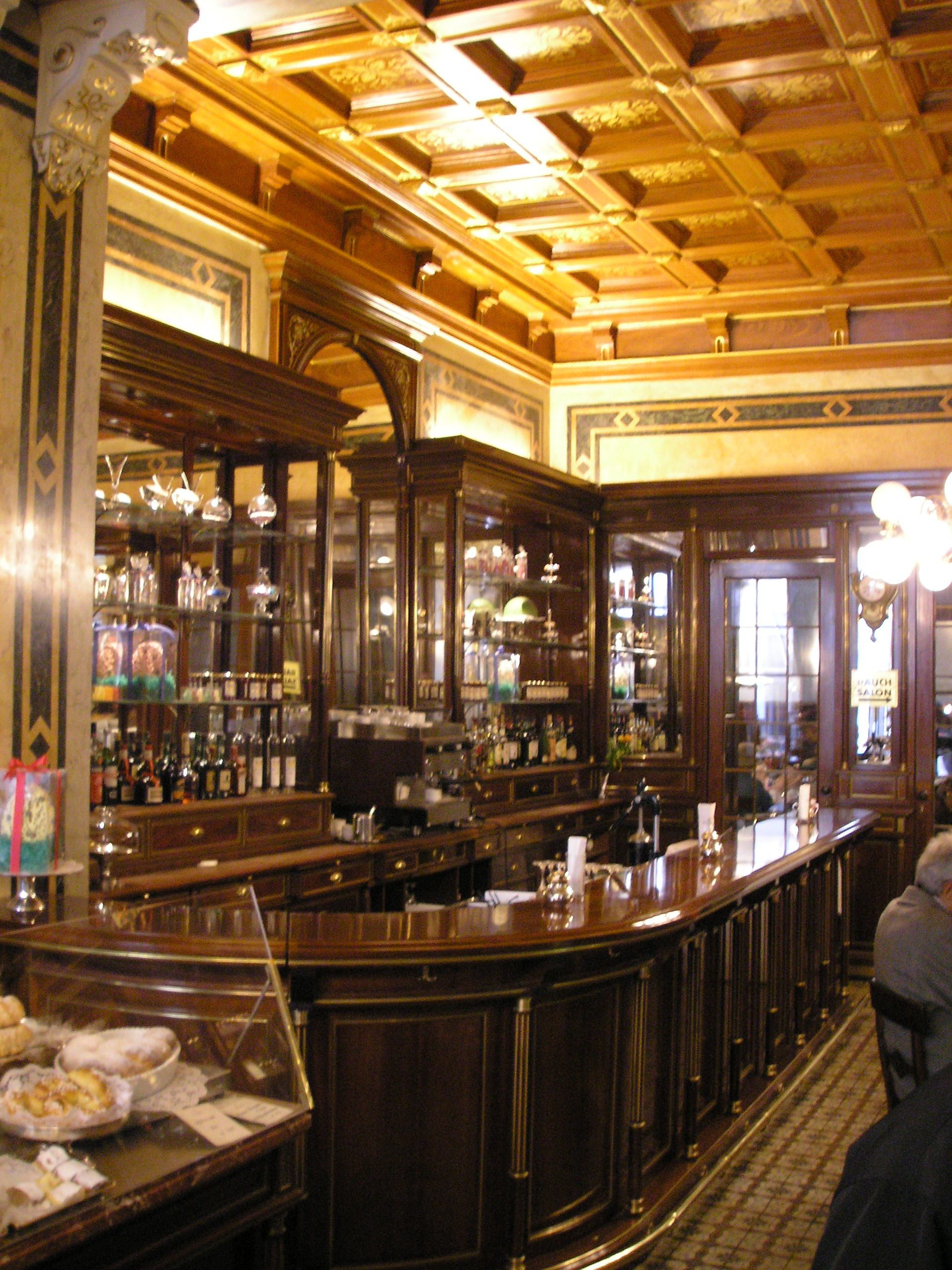
Konditorei Demel, Wien

Über die Verwendung der Bezeichnung „Original Sacher-Torte“ entbrannte ein Rechtsstreit zwischen dem Hotel Sacher und dem Hofzuckerbäcker Demel.
Eduard Sacher hatte die Sachertorte im Demel vollendet und seither war dort eine „Original Sacher-Torte“ angeboten worden. Nach dem Tod von Eduards Witwe Anna Sacher (1859–1930) und dem Konkurs des Hotels 1934 wechselte Eduards gleichnamiger Sohn zum Demel und übertrug der Konditorei das Alleinverkaufsrecht für eine „Eduard-Sacher-Torte“.
1938 kam es zu ersten Meinungsverschiedenheiten mit den neuen Eigentümern des Hotels, welche die Sachertorte nicht mehr nur in den eigenen Räumen zum Verzehr, sondern auch zum Straßenverkauf anboten und die Bezeichnung „Original Sacher-Torte“ als Markenzeichen registrieren ließen. Nach Unterbrechungen durch den Zweiten Weltkrieg und die anschließende Besatzungszeit klagten im Jahre 1954 die Hoteleigner, auf ihrem Markenrecht bestehend, dagegen, dass der Demel die „Original Sacher-Torte“ herstellte und verkaufte.
In den folgenden sieben Jahren stritt man um die Verwendung des Namens, die zweite Konfitürenschicht in der Mitte und die Verwendung von Margarine anstelle von Butter. Friedrich Torberg, Stammgast in beiden Häusern, bekundete in diesem Prozess als Zeuge, zu Anna Sachers Lebzeiten sei die Sachertorte niemals in der Mitte aufgeschnitten und mit Konfitüre bestrichen worden. Im Jahr 1963 kam es zu einer außergerichtlichen Einigung: Die Bezeichnung „Original Sacher-Torte“ wurde dem Hotel Sacher vorbehalten, während der Demel seine Torte mit einem dreieckigen Siegel mit der Aufschrift „Eduard Sacher-Torte“ schmückte. Inzwischen trägt Letztere, im Volksmund nach 1963 auch „Echte Sacher-Torte“ genannt, im Sprachgebrauch der Firma Demel den Namen „Demels Sachertorte“.

## Besonderheiten der Wiener Anbieter

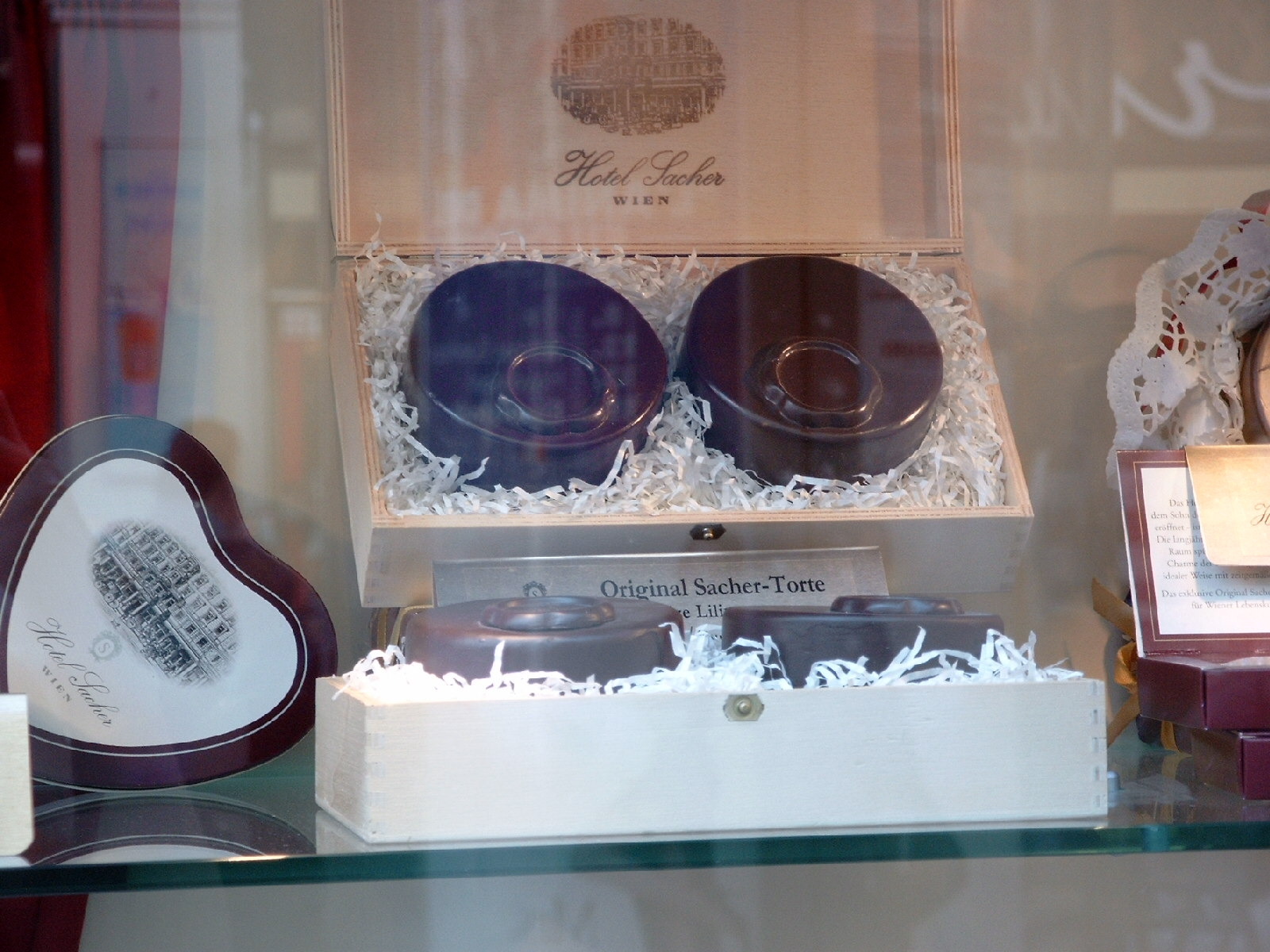
Torten in der Verkaufsauslage des Hotel Sacher in Wien

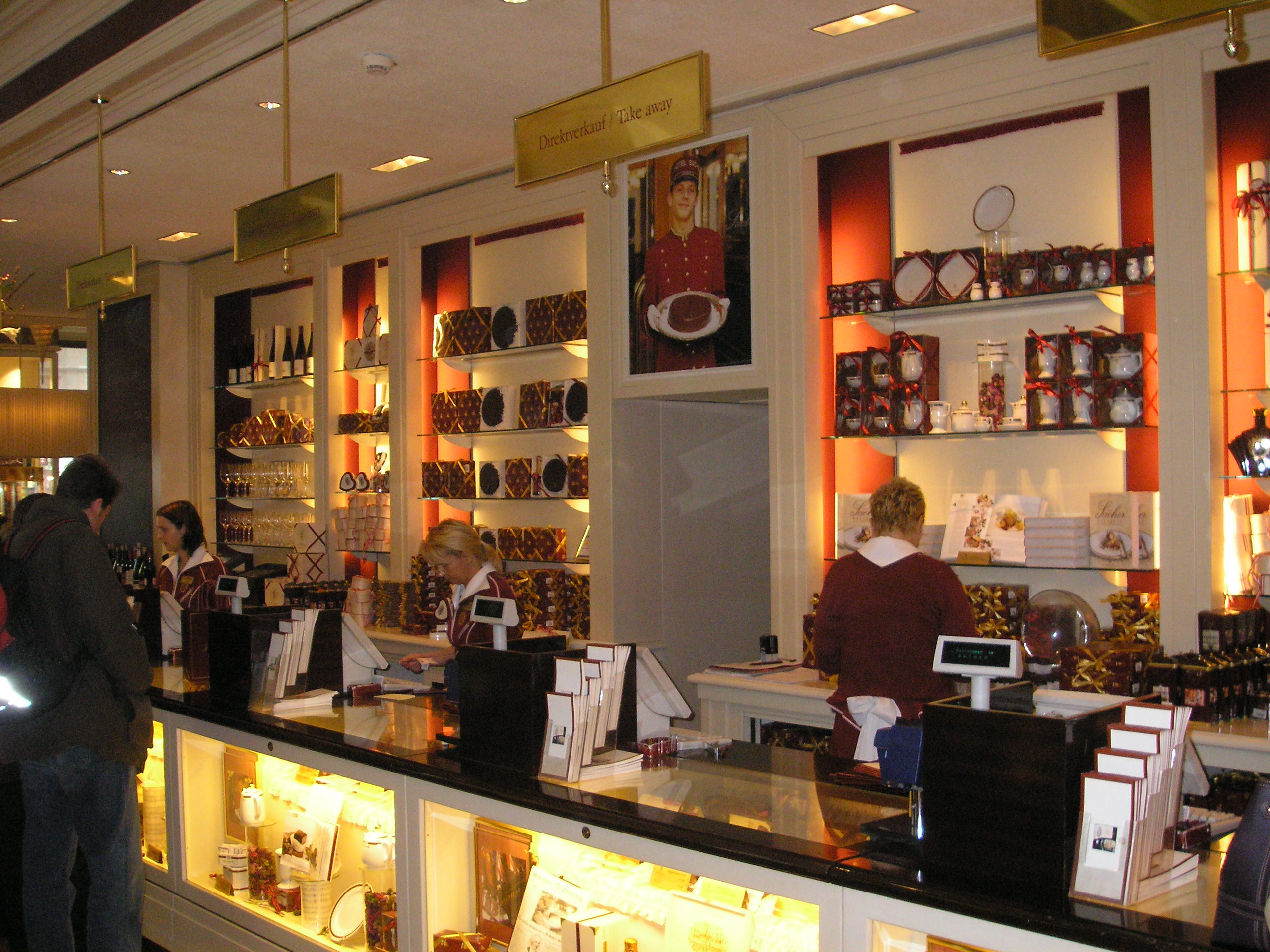
Sacher-Shop, Wien

Die „Original Sacher-Torte“ und „Demels Sachertorte“ unterschieden sich bis zum Jahre 2020 vor allem durch ihre Konfitürenschichten. Die „Original Sacher-Torte“ weist zwei Marmeladenschichten auf: unterhalb der Kuvertüre und in der Mitte des Bodens. Bis Ende 2020 hatte „Demels Sachertorte“ hingegen nur eine Konfitürenschicht unterhalb der Kuvertüre; seit einer Rezepturänderung ist nun auch hier eine Schicht Marillenmarmelade in der Tortenmitte Bestandteil.
Beide Anbieter versehen die Torten mit einem siegelartigen Schokoladen-Aufleger. Beim Hotel Sacher ist dieser rund mit der Aufschrift „Hotel Sacher Wien“, während der Demel-Aufleger dreieckig ist und die Aufschrift „Eduard Sacher Torte Erzeugnis Ch. Demels Söhne“ trägt.
Die „Original Sacher-Torte“ ist ausschließlich in den Hotels Sacher in Wien und Salzburg, im Café Sacher in Graz, im Outlet Parndorf, im Duty-free-Bereich des Flughafens Wien sowie über den Onlineshop des Hotels Sacher erhältlich.
Das Hotel Sacher betont, dass das Rezept seiner Torte ein „streng gehütetes Geheimnis“ sei, jedoch liefert es ein Rezept, welches dem Original sehr nahe kommt. Es gibt allerdings keine Hinweise auf eine besondere Geheimhaltung, die über die allgemein übliche Praxis hinausgehen würde, dass Lebensmittelhersteller die Rezepte ihrer Produkte meist nicht veröffentlichen. Die Produktion erfolgt heute nach wie vor in Handarbeit, jedoch im industriellen Maßstab mit einem Produktionsvolumen von mehr als 360.000 Torten pro Jahr. Am 22. September 2016 gelang die Produktion der mit 3,5 Meter Durchmesser bisher größten Sachertorte. Die größte Hochzeits-Sachertorte wiederum wies 12 Stockwerke auf.